# Ferme Bussierre

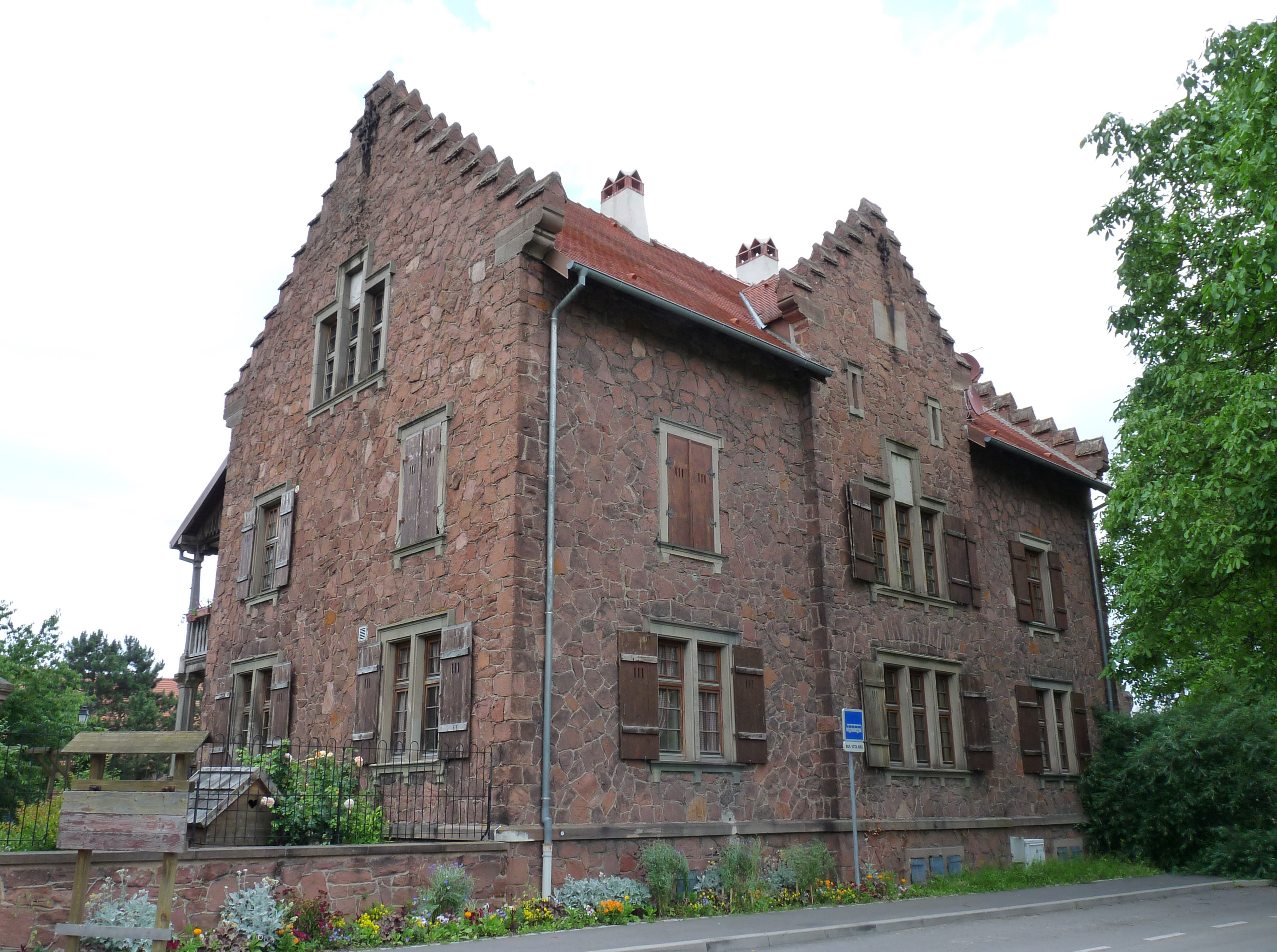
Fassade aus Buntsandstein mit Giebeln, die mit Zinnen versehen sind.

Die Ferme Bussierre ist ein ehemaliges Nebengebäude des Schlosses Pourtalès, das sich im Straßburger Viertel Robertsau am Rande des Robertsauer Waldes befindet.

## Geschichte
Die Inschrift auf dem zur Straße gerichteten Giebel zeigt, dass der Bauernhof (ferme) 1876 vom elsässischen Architekten Louis-Michel Boltz auf Wunsch von Baron Alfred Renouard de Bussière erbaut wurde. Alfred Renouard de Bussière war der Vater von Mélanie de Bussière, die später Gräfin von Pourtalès wurde.
Das Hauptgebäude, dessen Stil Neugotik ist, besteht aus Buntsandstein und ist von einem Turm flankiert. Es ist von Giebeln, die mit Zinnen versehen sind, umgeben, genauso wie die anderen Nebengebäude, die zusammen einen größeren Hof bilden.

## Naturschutzzentrum
Heutzutage beherbergt der ehemalige Bauernhof das Naturbildungszentrum Straßburgs (fr. Centre d’initiation à la nature et à l’environnement). Es wurde 2001 in der ehemaligen Scheune eingerichtet, und 2003 der Öffentlichkeit zugänglich gemacht. Die Einrichtung wird vom Verein SINE Strasbourg Initiation Nature Environnement verwaltet.
Das Naturzentrum hat sich zum Ziel gesetzt, die Maßnahmen zur Natur- und Umwelterziehung aller Menschen auf dem Gebiet der ganzen Metropole von Straßburg zu fördern, und aufeinander abzustimmen.
Es geht darum, die biologische Vielfalt in der unmittelbaren Umgebung (sowohl im städtischen wie im periurbanen Raum) zu entdecken, sich dessen bewusst zu werden, wie reich und zugleich empfindlich die Naturerbe ist. Es geht aber auch darum, Debatten über die Umweltfragen einzuführen, und das Publikum zu einem Umdenken zu bewegen.
Um sein Ziel zu erreichen, weiß sich das Naturschutzzentrum, auf ein bedeutendes Netz von Vereinen zu stützen.
Im Naturzentrum werden auch in regelmäßigen Abständen Kunstwerke, die mit der Natur zu tun haben, ausgestellt, um ein noch breiteres Publikum anzuziehen.
Der Verein SINE besteht aus drei Kollegien:
- Kollegium von Amts wegen (Grand Est, Département Bas-Rhin und Metropole von Straßburg)
- Kollegium der Vereine[2]
- Kollegium der einzelnen Mitglieder

Die französische Wasseragentur, die für das Einzugsgebiet des Rheines und der Maas auf französischem Boden zuständig ist, unterstützt auch das Naturschutzzentrum, nachdem der Verantwortungsbereich der Wasseragenturen auf die biologische Vielfalt ausgeweitet wurde.
Jedes Jahr ist ein Programm der angebotenen Tätigkeiten erhältlich.

## Bilder

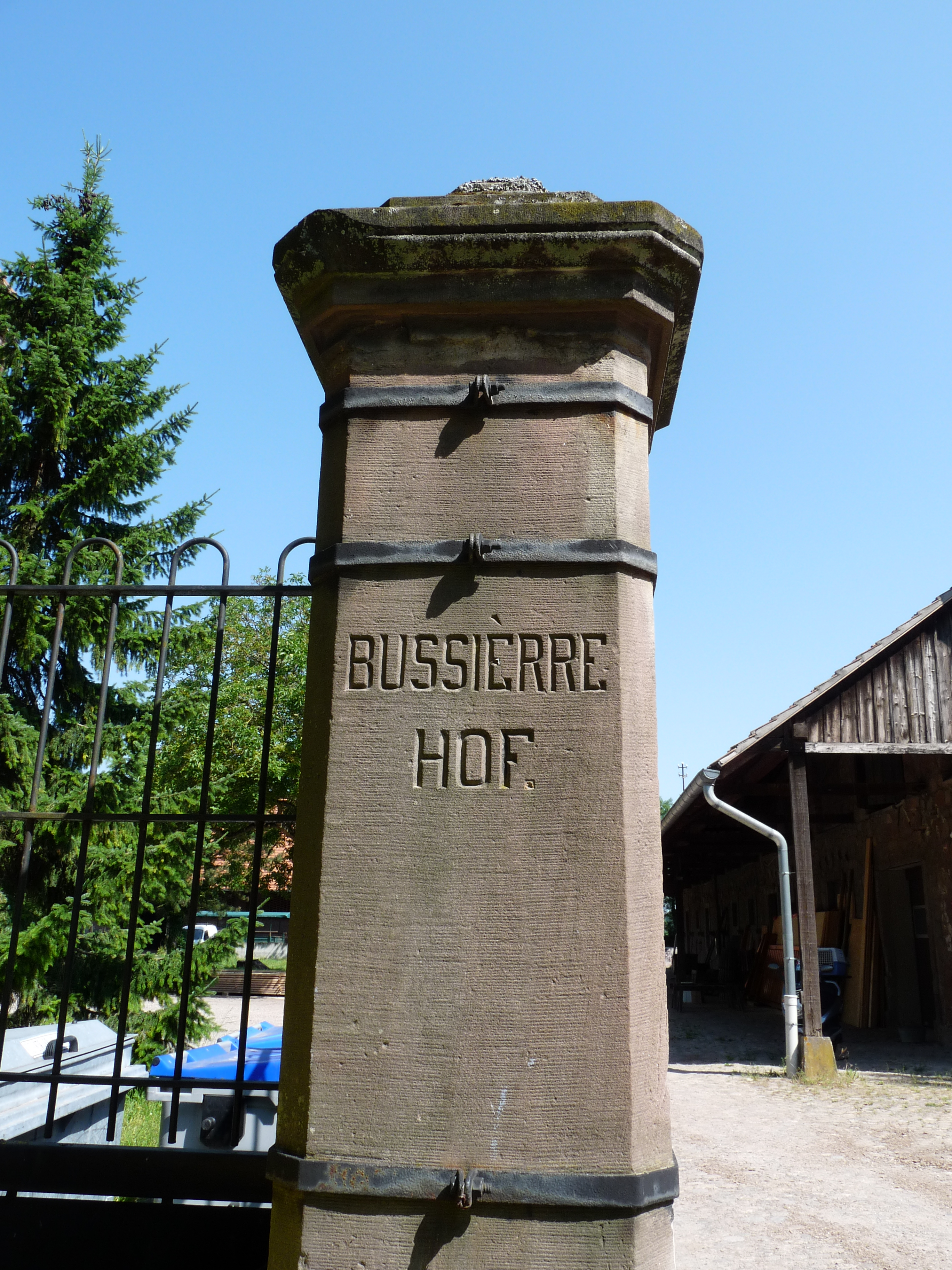
Eingang
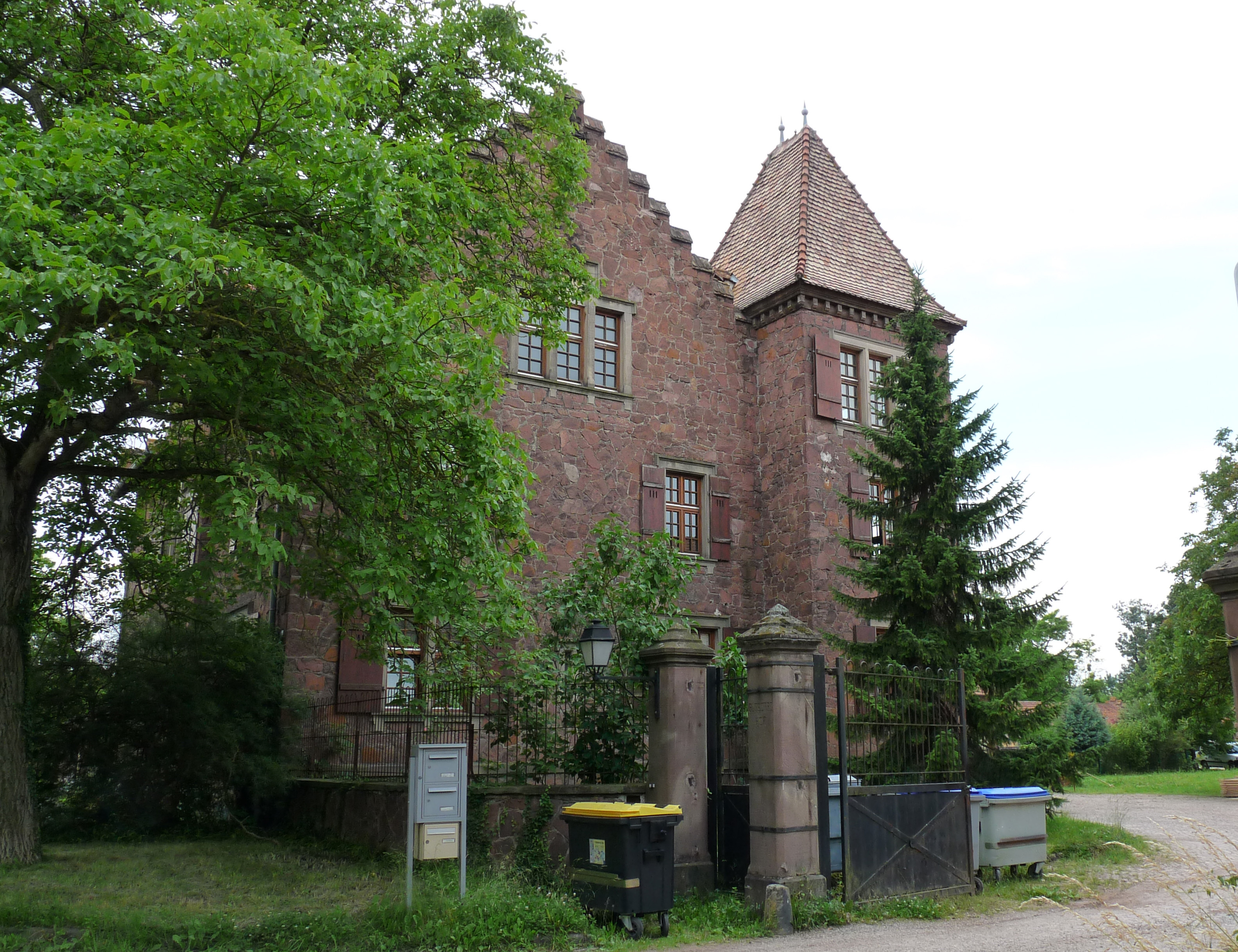
Der Turm
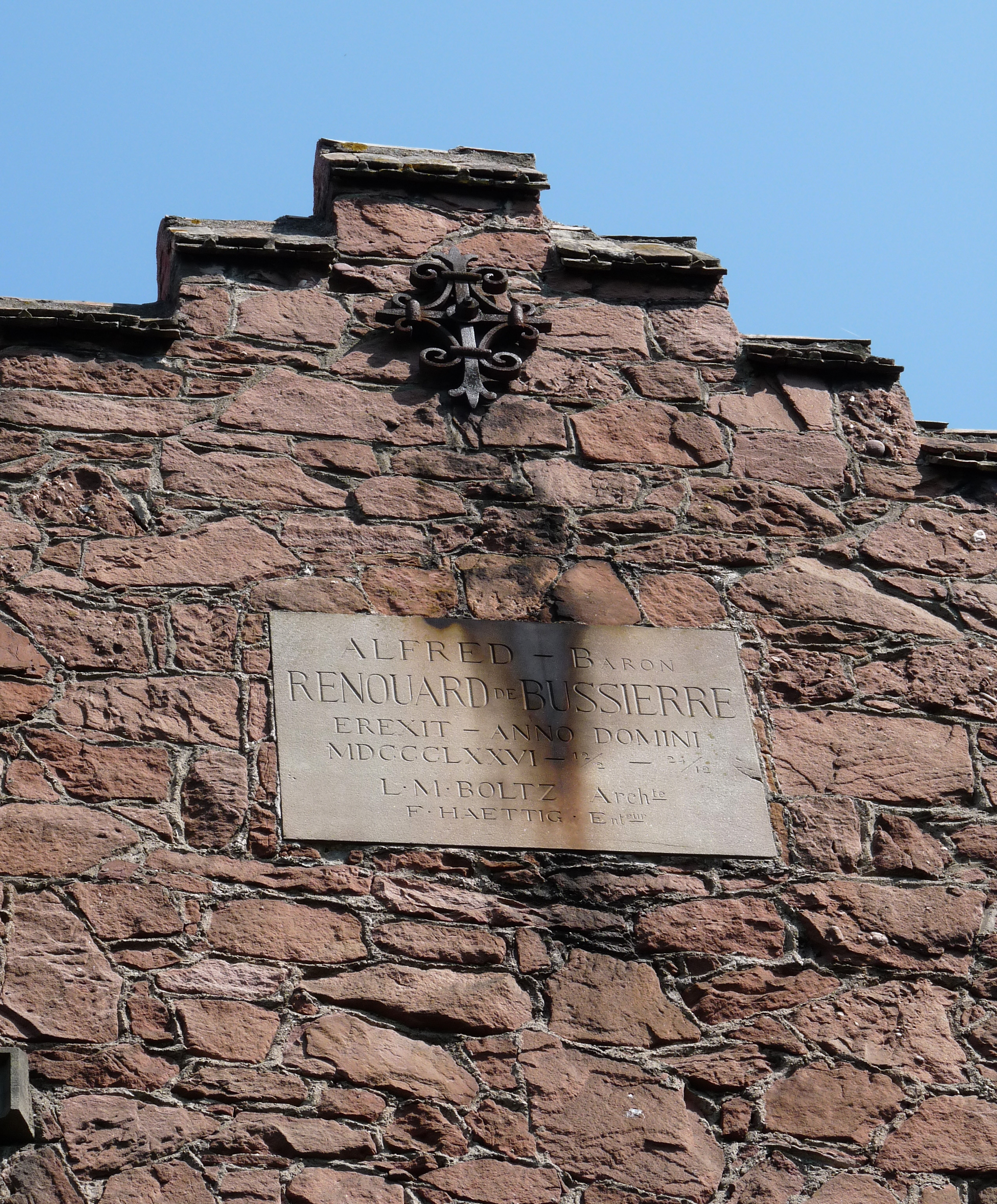
Inschrift auf dem Giebel
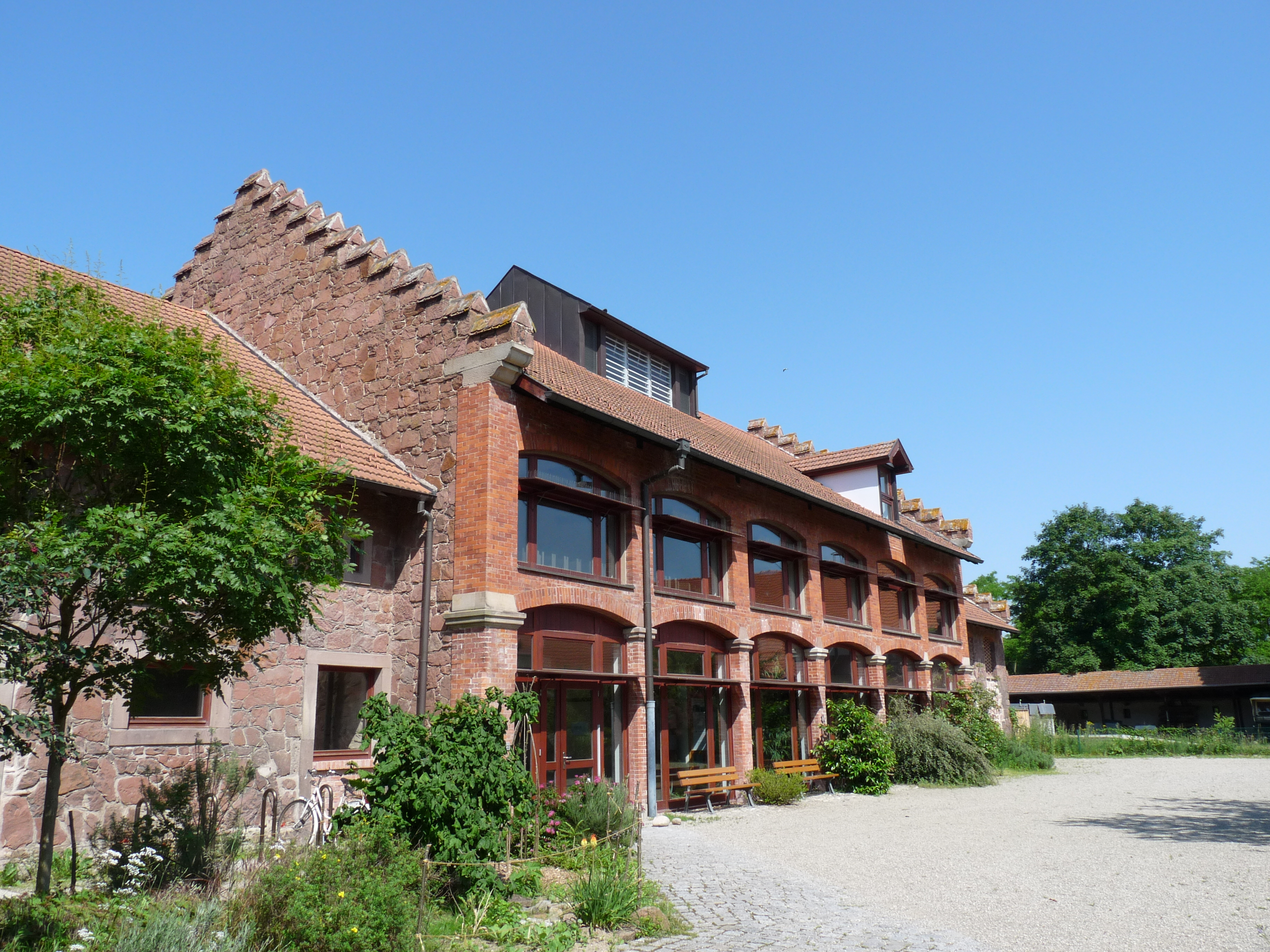
Zeitgenössische Erweiterung, die das Naturschutzzentrum beherbergt

## Bibliographie
- Robert Pfister: Métamorphose d'un village : la Robertsau de 1900 à nos jours. Éditions de la Tour Blanche, Wissembourg 1984, ISBN 2-86587-000-6.